# Maison du Portal (Le Croisic)
La maison du Portal est une habitation ancienne située sur la commune du Croisic, dans le département français de la Loire-Atlantique.

## Présentation
La maison est édifiée à la fin du XVe siècle. Dans un acte du début du XIXe siècle, il est mentionné que cette demeure est communément appelée « maison du Portal », d'où sans doute le nom donné à la petite rue qui longe la maison à l'ouest. Elle illustre parfaitement les maisons médiévales du Croisic, occupant toute l'emprise d'une petite parcelle.

### Historique
La maison appartient au milieu du XVIIe siècle à la famille Artu, puis à jean Duppé, sieur du Quénet.

### Architecture
La maison est à pan de bois avec pignon donnant sur la rue. Sur sa gauche existait une autre maison à pan de bois bâtie en 1472 et détruite au début du XXe siècle. Elle se développe en hauteur avec deux étages en encorbellement. Le pan de bois autrefois enduit est aujourd'hui caché sous un placage qui reprend le dessin des poutres dissimulées. la structure est solidement contenue par des murs latéraux saillants soigneusement appareillés.